# 다카기 히카리
다카기 히카리(일본어: 高木 ひかり, 1993년 5월 21일 ~ )는 일본의 여자 축구 선수이다.

## 국가대표팀 경력
2010년 FIFA U-17 여자 월드컵에 출전, 준우승에 기여했다. 2012년 FIFA U-20 여자 월드컵에도 출전, 3위.
그녀는 2016년 6월 5일 미국과의 경기에서 일본 국가대표팀에 데뷔했다. 2018년 AFC 여자 아시안컵 우승, 2018년 아시안 게임 금메달 획득에 기여했다. 그녀는 2018년까지 국제 A매치 통산 19경기에 출전, 1득점을 넣었다.

## 통계
| 일본 | 일본 | 일본 |
| 연도 | 출전 | 득점 |
| ---- | ---- | ---- |
| 2016 | 1    | 0    |
| 2017 | 12   | 0    |
| 2018 | 6    | 1    |
| 통산 | 19   | 1    |